# Un băiat de milioane
Un băiat de milioane (titlu original: Tommy Boy) este un film american din 1995 regizat de Peter Segal, scris de Bonnie și Terry Turner și produs de Lorne Michaels. Rolurile principale au fost interpretate de actorii David Spade și Dan Aykroyd. Filmul a fost denumit inițial "Rocky Road" și spune povestea unui om imatur social și emoțional (Farley) care învață lecții despre prietenie și încredere de sine după moartea subită a tatălui său industriaș. Filmul a avut succes din punct de vedere comercial, dar a primit recenzii mixte din partea criticilor. Filmările principale au avut loc în Toronto și Los Angeles.

## Distribuție
- Chris Farley - Thomas "Tommy" Callahan III
- David Spade - Richard Hayden
- Rob Lowe  - Paul Barish (nem.)
- Bo Derek - Beverly Barish
- Dan Aykroyd - Ray Zalinsky
- Julie Warner - Michelle Brock
- Brian Dennehy - Thomas "Big Tom" Callahan Jr.
- William Patterson Dunlop - R.T.
- Sean McCann - Frank Rittenhauer
- Zach Grenier - Ted Reilly
- James Blendick - Ron Gilmore
- David Hemblen - Archer
- Clinton Turnbull - Young Tommy
- Ryder Britton - Young Richard
- Maria Vacratsis - Helen
- Colin Fox - Ted Nelson
- Jonathan Wilson - Marty
- David Huband - Gas Attendant
- Lorri Bagley - femeie în piscină